# Napoleone (Bonelli)
Napoleone è un personaggio dei fumetti protagonista di una omonima serie a fumetti bimestrale pubblicata dalla Sergio Bonelli Editore, creato nel 1997 da Carlo Ambrosini e pubblicato fino al 2006.

## Genesi del personaggio
La figura di Napoleone nei suoi tratti fisici e caratteriali è ispirata a Marlon Brando. Nell'idea originale doveva essere un po' più adulto e trasandato e un po' più grasso e avrebbe dovuto ambientarsi a Milano, città dell'autore e l'Hotel Astrid, pensione di cui il personaggio ha la proprietà, avrebbe dovuto essere in Via Paolo Sarpi, nella zona nota come la Chinatown milanese ma alla fine la preoccupazione che Milano fosse una località troppo nota ai lettori ha portato a scegliere la Svizzera e una città come Ginevra che essendo poco nota al grande pubblico ha il vantaggio di essere lontana come il più esotico dei posti.

## Biografia del personaggio
(Charles Baudelaire, Elévation)
Napoleone Di Carlo è un albergatore svizzero di Ginevra, ex poliziotto, cresciuto in Etiopia dalla quale è fuggito in seguito alla rivoluzione e al conseguente massacro della sua famiglia. L'amicizia che lo unisce al commissario Dumas lo trascina spesso in indagini strane. Si porta dietro tre allucinazioni di nome Lucrezia, Caliendo e Scintillone. Sono tutti alti una decina di centimetri: Lucrezia è una ninfa molto sensibile e femminile, Caliendo è un maggiordomo serio e molto ligio alle regole, Scintillone è un anfibio parlante insofferente nei confronti delle imposizioni. Ognuno di essi rappresenta un lato della personalità di Napoleone ed egli parla loro come se fossero persone in carne ed ossa. Questi tre proiezioni lo lasciano soltanto per recarsi in un luogo fuori dallo spazio e dal tempo, dove i sogni e le idee degli uomini trovano posto. Qui trovano un cavallo parlante ed erudito dallo spiccato accento romagnolo. Altri comprimari sono l'ispettore Boulet, che spesso lo accompagna nelle indagini, vestendosi con orribili cravatte stravaganti, Allegra, ragazzina orfana salvata da Napoleone e della quale è tutore e anch'essa con un suo spiritello che l'accompagna chiamato Robespierre; inoltre ha una profonda e tenace cotta per Napoleone. Infine la burbera signora Simenon, governante dell'Hotel Astrid, che si lamenta continuamente di Napoleone ma gli è molto affezionata.
Napoleone è un giallo di tipo introspettivo, che tenta di far emergere le stranezze della personalità umana. Napoleone spesso non condanna i criminali che ferma o che tenta di fermare, ma si limita a cercare di capire che cosa accade nella loro mente.

## Storia editoriale
Ambrosini ha disegnato tutte le copertine degli albi e scritto gran parte delle storie; altri sceneggiatori furono Diego Cajelli, Paolo Bacilieri e Alberto Ostini. Tra i disegnatori, oltre allo stesso Ambrosini, ci furono Bacilieri, Marco Nizzoli, Giulio Camagni, Gabriele Ornigotti, Pasquale Del Vecchio.
Il progetto originale degli autori prevedeva che la serie si concludesse con il numero 8. Tuttavia la dedizione con cui una nuova schiera di artisti aveva affiancato Carlo Ambrosini nella realizzazione dei primi albi convinse l'editore a prolungarne la vita, nonostante le vendite non fossero incoraggianti. La serie chiude nel luglio del 2006 con il n. 54, un albo in cui il protagonista e il suo acerrimo nemico (il Cardinale) si scontrano per decidere il destino dell'umanità.
Il 23 aprile 2014, all'interno di Dylan Dog Color Fest n. 12, viene pubblicato un crossover tra Napoleone e Dylan Dog. La storia, intitolata “Buggy”, è scritta e sceneggiata da Carlo Ambrosini, disegnata da Paolo Bacilieri e colorata da Erika Bendazzoli.
Questo è però il secondo incontro tra Napoleone e l'indagatore dell'incubo Dylan Dog, infatti i due si sono già incontrati nel numero 42 della testata di Napoleone: "le spoglie del guerriero" ; con la copertina dell'albo che cita la storica copertina di Claudio Villa del primo numero di Dylan Dog.
A Lucca Comics & Games 2016 Carlo Ambrosini ha presentato in anteprima il volume “Napoleone: Oltre i confini delle sfere stellate”, che ripropone tre storie da lui scritte e disegnate. Il volume è in seguito pubblicato il 30 novembre 2016.
Nell'ottobre 2016 vengono annunciate tre storie inedite già in lavorazione, scritte da Ambrosini in collaborazione con Paolo Bacilieri e Giulio Camagni.
I tre albi sono stati pubblicati a partire dal 12 giugno 2019 nella collana Le storie nei numeri 81, 82, 83.